# Mały Rudnik
Mały Rudnik – wieś w Polsce położona w województwie kujawsko-pomorskim, w powiecie grudziądzkim, w gminie Grudziądz.
We wsi znajduje się cmentarz poewangelicki z przełomu XIX i XX w. oraz gminny ośrodek kultury.

## Historia
Osada założona została w końcu XVII wieku na terenach położonych między Rudnikiem, a Rudą, jako wybudowanie do wsi Rudnik, na nowo zasiedlonej w 1681 r. przez osadników holenderskich – Mennonitów, sprowadzonych tu przez starostę grudziądzkiego Marcina Borowskiego. Mennonici byli odłamem protestantów, którzy przybyli do Polski wskutek nasilenia prześladowań religijnych we własnym kraju i osiedlili się najpierw na Żuławach, a później także w dolinie Wisły. Osadnictwu holenderskiemu patronowali m.in. królowie polscy i biskupi chełmińscy oraz właściciele ziemscy. Mennonici, odznaczający się wielką pracowitością, surową moralnością, skromnością strojów i obyczajów, przynieśli wyższy poziom gospodarki rolnej, usprawnili system odwadniania terenów podmokłych, budowania kanałów i tam, przyczyniając się w ten sposób do lepszego zagospodarowania żyznych ziem na Żuławach i w dolinie Wisły. 
W 1840 r. mieszkał tu Jan Kreklau, należący do znanej w powiecie grudziądzkim ewangelickiej rodziny nauczycielskiej. W 1885 r. wieś obejmowała 284 ha gruntów (181 ha roli, 81 ha łąk i 2 ha lasu) i 439 mieszkańców. 
W 1905 r. występuje jako odrębna osada pod nazwą Adamsdorf, zaś Mały Rudnik, liczący 7 budynków mieszkalnych i 18 mieszkańców, został spisany łącznie ze wsią Rudnik. Obie jednostki administracyjne zostały połączone zapewne przed 1921 r., bowiem wg danych ze spisu wówczas przeprowadzonego występuje już tylko jednostka Mały Rudnik. 
W 1905 r. we wsi była szkoła, a mieszkańcy należeli do parafii: katolickiej w Sarnowie, ewangelickiej w Piaskach-Rudniku. 

### Liczba budynków mieszkalnych i mieszkańców wg danych spisowych z lat:
- 1885 – 84 domy mieszkalne i 439 mieszkańców (kat. 37, ewang. 384, dyssyd. 18);
- 1905 – 82 domy mieszkalne i 427 mieszkańców (kat. 10, ewang. 405, inn.chrz. 12);
- 1921 – 78 domy mieszkalne i 363 mieszkańców (kat.105, ewang. 258, -).[4]

## Podział administracyjny
W latach 1975–1998 miejscowość administracyjnie należała do województwa toruńskiego.

## Demografia
Według Narodowego Spisu Powszechnego (III 2011 r.) wieś liczyła 652 mieszkańców. Jest piątą co do wielkości miejscowością gminy Grudziądz.

## Drogi krajowe
Przez wieś przechodzi droga krajowa nr 55.

## Transport publiczny
Komunikację do wsi zapewniają linie autobusowe Gminnej Komunikacji Publicznej.